# Chactas turguaensis
Espèce
Chactas turguaensis est une espèce de scorpions de la famille des Chactidae.

## Distribution
Cette espèce est endémique de l'État de Miranda au Venezuela. Elle se rencontre vers Paz Castillo à 1 000 m d'altitude.

## Description
Le mâle holotype mesure 63,95 mm et la femelle paratype 53,30 mm.

## Étymologie
Son nom d'espèce, composé de turgua et du suffixe latin -ensis, « qui vit dans, qui habite », lui a été donné en référence au lieu de sa découverte, Turgua.

## Publication originale
- González-Sponga, 2007 : Biodiversidad en Venezuela. Aracnidos. Descripcion de una nueva especie del genero Tityus Koch, 1836 (Buthidae) y tres del genero Chactas Gervais, 1844 (Chactidae). Escorpiones de los alrededores del Distrito Metropolitano, Caracas. Acta Biologica Venezuelica (Caracas), vol. 27, no 1, p. 7-24 (texte intégral).